# Crawling
"Crawling" is een Grammy-winnende nummer van de rockband Linkin Park. Het staat als vijfde track op het debuutalbum Hybrid Theory uit 2000 en is in 2001 uitgebracht als de tweede single.

## Achtergrondinformatie
"Crawling" is een nummer dat een tijdje bestond voor dat het op het album werd gezet. De demo bevat een tussenstuk voor het begin van het laatste refrein, waar Mike Shinoda een stukje rapt. Op de studioversie is de rol van Shinoda echter beperkt. Hij rapt twee keer voor het refrein twee regels, maar is daarentegen wel de ritmische gitarist in het nummer.
De songteksten kunnen op verschillende manieren worden geïnterpreteerd. Een mogelijkheid is dat het de effecten van methamfetamine beschrijven, waarbij de gebruiker het gevoel heeft van insecten die onder diens huid kruipen ("crawling in my skin"). Dit zou een relatie hebben met zanger en schrijver Chester Bennington, die in het verleden worstelde met een verslaving aan deze drug. Een andere interpretatie is dat het gaat over iemand die paniekaanvallen krijgt en die dus tijdens de aanval geen controle over de situatie heeft. Een derde interpretatie is dat het over seksuele mishandeling gaat, het thema van de videoclip. De onduidelijkheid over het thema is herkenbaar bij alle nummers van de band, die geen uitspraken doen over het onderwerp vanwege het feit dat ieder zijn eigen manier van interpreteren heeft.
In 2002 is er door Shinoda een remix van het nummer gemaakt, in kader van het Reanimation-project waarbij alle nummers van Hybrid Theory werden geremixt. Deze versie bevat veel strijkinstrumenten en is minder hard. Op deze versie, "Krwlng" getiteld, doet gastartiest Aaron Lewis van Staind mee als harmonische zanger. Vanaf 2002 werd het nummer voorafgegaan door de intro van dit nummer maar vanaf 2007 werd dit af en toe weggelaten vanwege tijdnood. In 2008 deed Chris Cornell tijdens de Projekt Revolution-tour mee in het nummer en zong hierbij de vocalen van Lewis. Bij aanschaf van de Songs from the Underground-dvd, kreeg men een gratis lidmaatschap voor de fanclub van de band, de Linkin Park Underground, en kreeg daarbij een uitvoering van deze samenwerking toegestuurd.
Het nummer won de Grammy voor Best Hard Rock Performance in 2002.

## Videoclip
De video is geregisseerd door The Brothers Strause. Het laat een jonge vrouw zien, geportretteerd door Katelyn Rosaasen, die in een conflict zit doordat ze te maken heeft met een relatie waarin ze mishandeld wordt. De vrouw sluit zich af voor de wereld om haar heen, wat getoond wordt in de vorm van ijskristallen met behulp van special effecten. De band speelt het nummer aan de andere kant van de kristallen, gescheiden door een smalle plaat van ijskristal. In het tweede couplet loopt Bennington naar deze plek toe en zingt, terwijl Rosaasen dat ook doet en beiden elkaar aankijken, de woorden "against my will I stand beside my own reflection" waarmee de regisseur op de tekst inspeelt. Aan het einde trekken de kristallen zich terug, waarmee ze haar gevecht gewonnen heeft. Als het ijs smelt, zijn twee van de vier Hybrid Theory-symbolen te zien op het scherm, de logo's van de band uit de tijd dat ze Hybrid Theory heetten. De videoclip hoorde een donkerder karakter te hebben maar omdat Warner Bros. het idee niet goed vond, is het einde in de studio herschreven. In de clip is Shinoda met blauw haar te zien, in tegenstelling tot "One Step Closer" waar zijn haar roodgekleurd was.Daarnaast was het Phoenix' eerste clip met de band, nadat hij eerdere opnames miste vanwege tourverbintenissen met zijn toenmalige band "Tasty Snax".

## Tracklist

### Cd-single 1
1. "Crawling" (Album Version) – 03:21
2. "Papercut" (Live at the BBC) – 03:21

### Cd-single 2
1. "Crawling" (Album Version) – 03:21
2. "Papercut" (Live at the BBC) – 03:21
3. "Behind the Scenes Bonus Footage" (cd-rom video) (Bonus) – 09:56

### Dvd-single
1. "Crawling" (Live Version) – 03:21
2. "Crawling" (Album Version) – 03:21
3. "4x30 Second Live Video Snippets" – 02:00

De bonus op de cd-single staat ook als verborgen inhoud op de dvd Frat Party at the Pankake Festival. Deze is echter gecensureerd, in tegenstelling tot die op de single. Daarnaast is er ook een limited edition dvd uitgebracht met live-versies van het nummer en snippets van "By Myself", "With You", "One Step Closer" en "A Place for My Head" van ieder dertig seconden. Deze zijn op 2 maart 2001 opgenomen tijdens het Dragon Festival, in de National Orange Show Event Center te San Bernadino, Californië. Al deze live-uitvoeringen staat eveneens op de Frat Fest-dvd. Hoewel de live-versie van "Crawling" naar enkele tv-stations is gezonden als Europese tegenhanger van de in de studio opgenomen videoclip, lieten de stations gewoon deze officiële versie zien.

## Verschijningen in popcultuur
Het nummer was te horen in de reclame van Cartoon Network voor de animeseries van Gundam Wing op Toonami. Daarnaast staat het nummer ook op de compilatie-cd's Supercharged en Wired-Up uit 2002.

## Personeel
- Linkin Park
  - Chester Bennington – leadzanger
  - Rob Bourdon – drums
  - Brad Delson – leadgitarist, bassist
  - Joseph Hahn – DJ, scratching, sampling, artwork
  - Mike Shinoda – vocalen, MC, ritmische gitarist, artwork , sampling, beats
- Don Gilmore – producer
- Andy wallace – mixer
- Bill Berg-Hillinger – regisseur video, bewerker